# Perro (geslacht)
Perro is een geslacht van spinnen uit de familie hangmatspinnen (Linyphiidae).

## Soorten
De volgende soorten zijn bij het geslacht ingedeeld:
- Perro camtschadalica (Kulczyński, 1885)
- Perro polaris (Eskov, 1986)
- Perro putoranica (Eskov, 1986)
- Perro subtilipes (Tanasevitch, 1985)
- Perro tshuktshorum (Eskov & Marusik, 1991)